# Laemophloeus leachi
Laemophloeus leachi là một loài bọ cánh cứng trong họ Laemophloeidae. Loài này được Grouvelle miêu tả khoa học năm 1876.